# メトロ・デ・ポルトアレグレ
メトロ・デ・ポルトアレグレ（ポルトガル語: Metrô de Porto Alegre、発音 : メトロ・ジ・ポル[ゥ]トアレグリ）は、ブラジルのリオグランデ・ド・スル州の州都であるポルト・アレグレ市とその郊外を結ぶ都市鉄道。
ポルトアレグレ・メトロ、一部では「ポルトアレグレ地下鉄」とも呼ばれるが、ここでの"Metrô"は都市・近郊鉄道という意味であり、地下区間は一切存在しない。

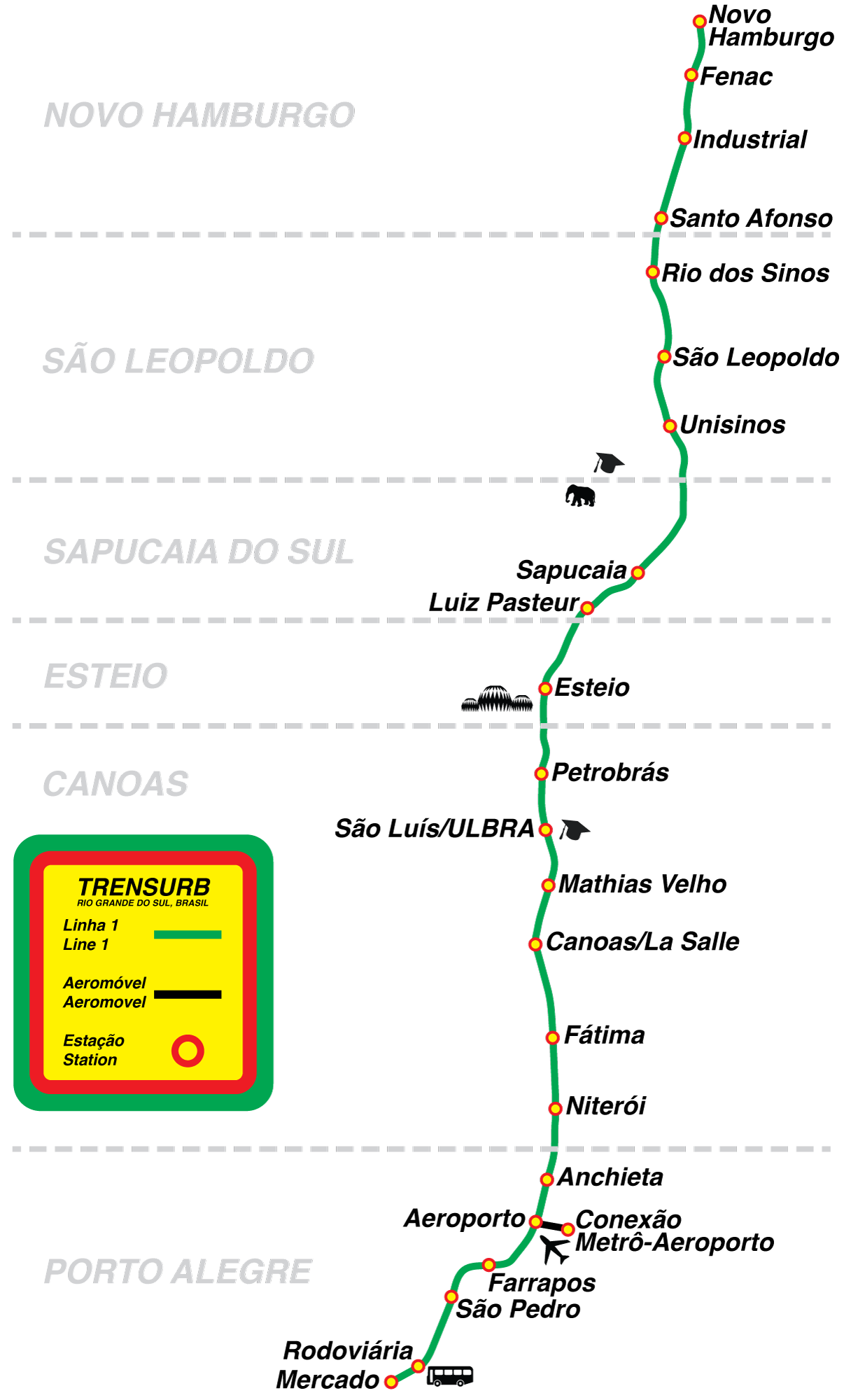
詳細付き路線図

## 概要
ブラジル連邦政府とリオグランデ・ド・スル州が共同で設立したTrensurb（ポルトアレグレ都市内鉄道会社、トレンスゥ[ル]ブ）という公企業により運営されている。そのため、開業当初はブラジルの国鉄に相当するブラジル連邦鉄道（RFFSA）の子会社でもあったが、同鉄道の民営化に伴い現在は独立している。一部では地下鉄と解釈されることがあるが、現在営業している路線は全線、地平もしくは高架構造であり、地下区間は存在しない。

## 路線
| 路線名                    | 種類           | 開業年          | 距離    | 駅数 | 区間                          |
| ------------------------- | -------------- | --------------- | ------- | ---- | ----------------------------- |
| 1号線                     | 都市鉄道       | 1985年 - 2014年 | 43.4 km | 22   | メルカド - ノヴォ・アンブルゴ |
| 2号線                     | 地下鉄         | 計画中          | 19 km   | 16   | サランジ - アセニャ           |
| メトロ-アエロポルト連絡線 | 新交通システム | 2013年          | 0.8 km  | 2    | アエロポルト - インフラエウ   |

### 1号線
ポルトアレグレの都心と郊外のカノアスやサン・レオポルド、ノヴォ・アンブルゴなどを結ぶポルトアレグレ地下鉄1号線は都市鉄道であり、1980年に建設が開始された。建設は従来からの1,000 mmの鉄道路線にほぼ平行するかたちで行われ、1985年3月2日に最初の区間であるメルカド駅 - サプカイア駅間が開通し、1997年11月にサプカイア駅 - ウニシノス駅間が延伸。さらに、2000年11月にウニシノス駅 - サン・レオポルド駅間が、2012年7月3日にサン・レオポルド駅 - サント・アフォンソ駅間が、2014年1月30日にサント・アフォンソ駅 - ノヴォ・アンブルゴ駅間が延伸・開業し、路線延長43.4 km、駅数22の路線が全通した。このうちの、ウニシノス駅 - サン・レオポルド駅間は高架区間を含んでいる。
1日あたりおおよそ28万人が利用するこの1号線は、国道BR-116号線の渋滞を緩和し、同時に平行する狭軌の鉄道路線の近距離旅客輸送の補完ために計画・建設されたものである。
線路は複線、軌間は1600 mmの広軌、電化方式は直流3000 V架空線式、レールはAREA製の115ポンド（57kg/m）、枕木はコンクリート製のバイブロック式、最小曲線は半径166 m、最大カント量は160 mm、最急勾配は2.5 %である。

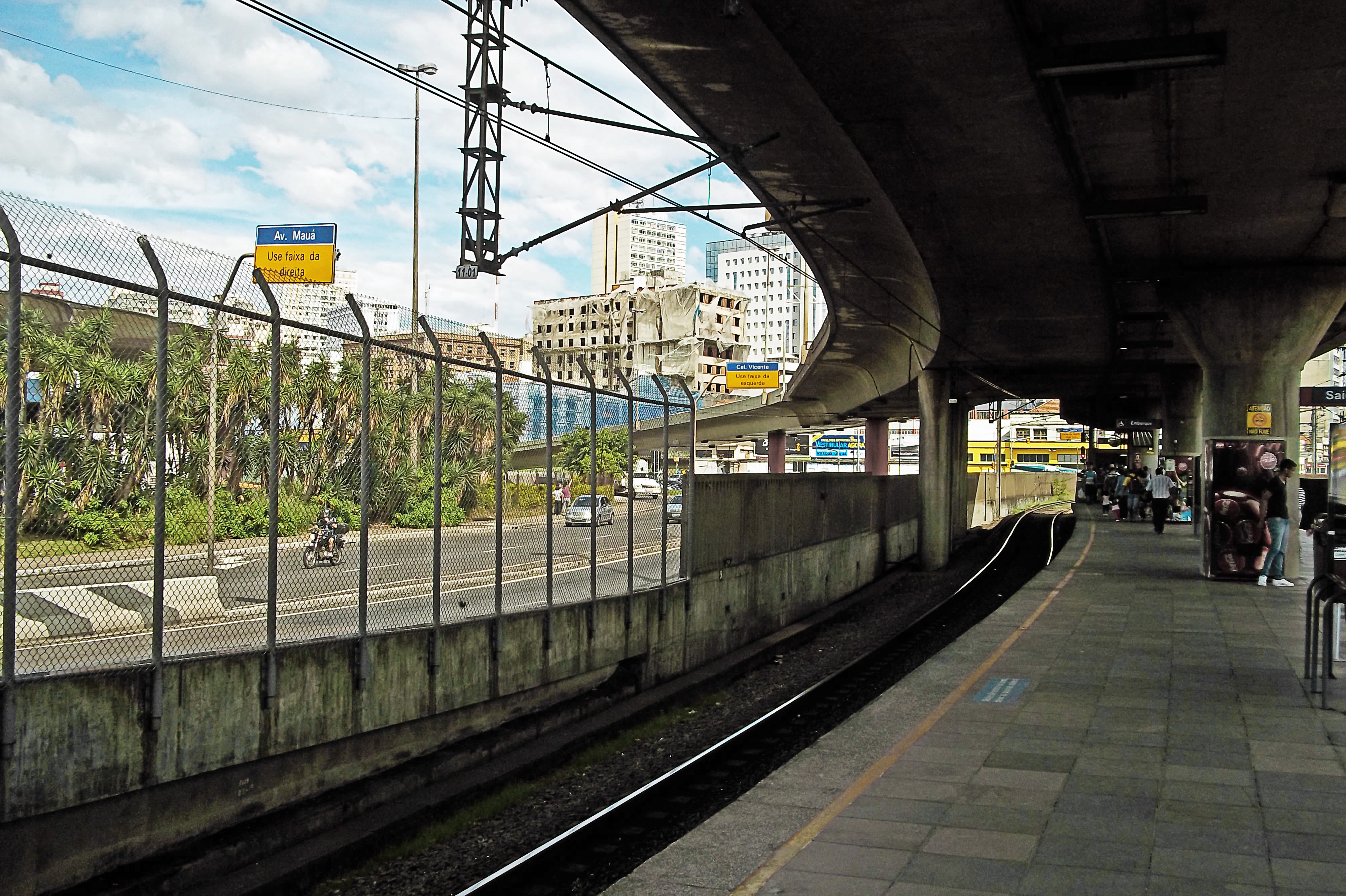
ロドヴィアリア駅
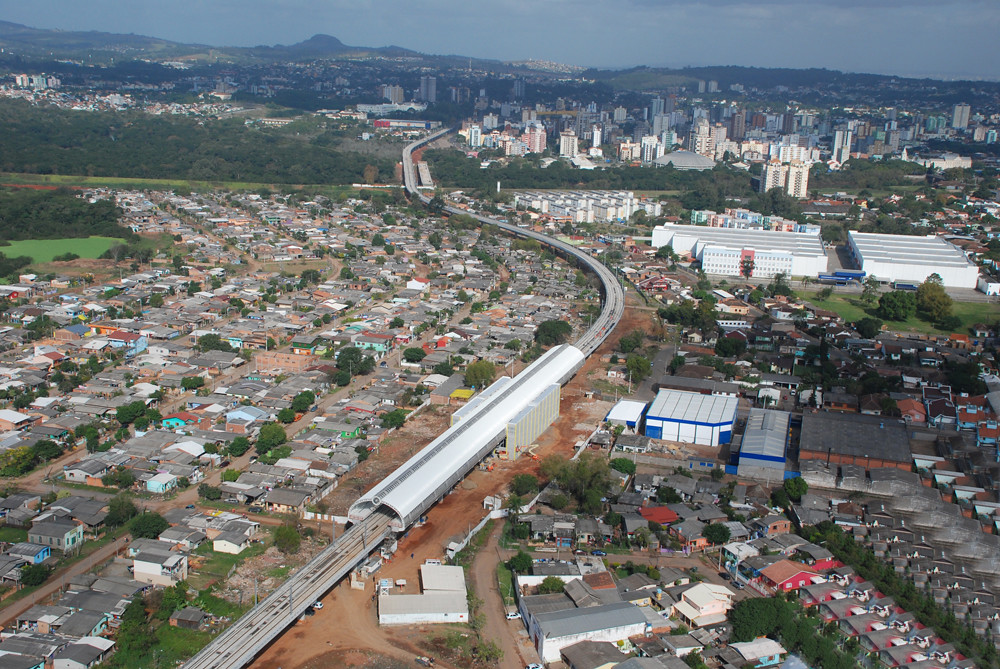
リオドスシノス駅付近
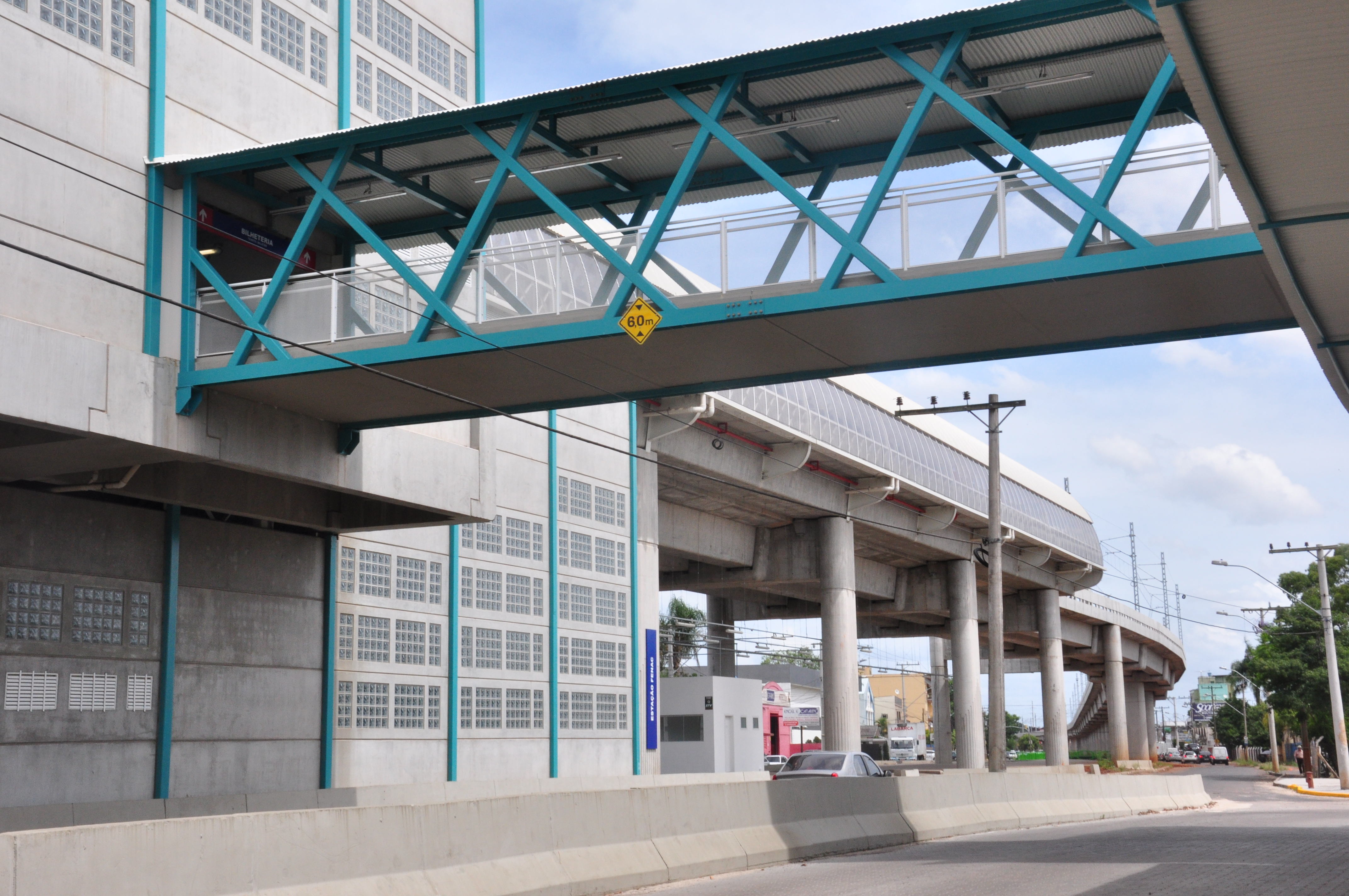
フェナク駅

### 2号線
計画中の路線。中心部と東側の市を結び、総延長19 ㎞のうち16 ㎞が地下区間の地下鉄道となる予定。

### メトロ-アエロポルト連絡線
2013年8月21日に1号線の駅であるアエロポルト（空港）とサルガド・フィーリョ国際空港を結ぶ新交通システムとしてメトロ-アエロポルト連絡線が暫定的に開通。0.8 ㎞、2駅で構成され、2014年5月7日に正式に開通した。

## 車両
1984年に最初の区間が開業した際に導入された日本製の100形と、2014年の延伸に合わせて導入されたブラジル製の200形の二形式が運用されている。
| 形式  | 写真  | 編成            | 製造年          | 製造メーカー                       | 備考                                    |
| ----- | ----- | --------------- | --------------- | ---------------------------------- | --------------------------------------- |
| 100形 | 100形 | 1編成4両 25編成 | 1984年          | 日本車輌製造 川崎重工業 日立製作所 | 乗務員室を除き冷房なし                  |
| 200形 | 200形 | 1編成4両 15編成 | 2012年 - 2014年 | アルストム・ブラジル               | 冷房あり アルストム・メトロポリスを採用 |

### 日本製車両
主力として活躍している100形はMA車（制御電動車）＋RA車（中間付随車）＋RB車（中間付随車）＋MB車（制御電動車）の4両編成からなるステンレス鋼車体を持つ電車である。三井物産を主幹事とする日本連合企業体の手により1984年に全25編成が製作され、輸出された。内訳は日本車輌製造が11編成、日立製作所が8編成、川崎重工業が6編成である。ピーク時には最大19編成が使用され、最小運転時隔は4分である。電車は機能上は最大12両連結まで可能だが、プラットフォームの長さが190mであるために12両での運用は行われず、通常はすべて4両編成での運用である。
車両の冷房装置は運転室にのみ設置され、車体屋上には抵抗器と換気グリルが設置されているほか、両方の先頭電動車にはZ形パンタグラフが2基ずつ搭載されている。側窓上部にはルーバーが設けられている。側扉は片側4扉で、車体長手方向で見た場合に線対称になっていない（窓1つ分位置がずれている）。座席は主にプラスチック製のロングシートで扉間には一方向き固定クロスシートが千鳥に配置されている。客室と運転室との間の仕切りにはドアが無いほか、車両間の貫通ドアは内開きとなっている。

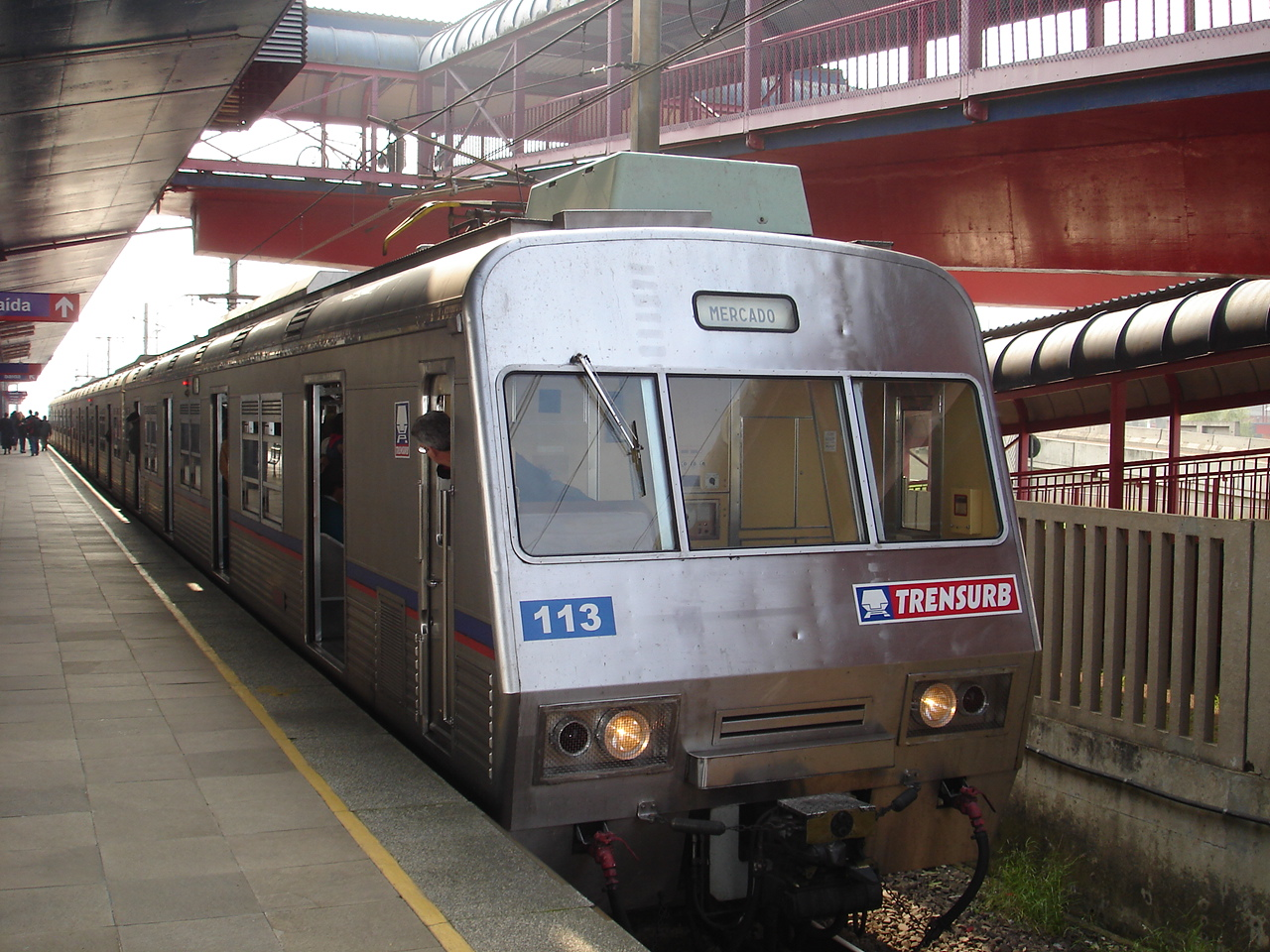
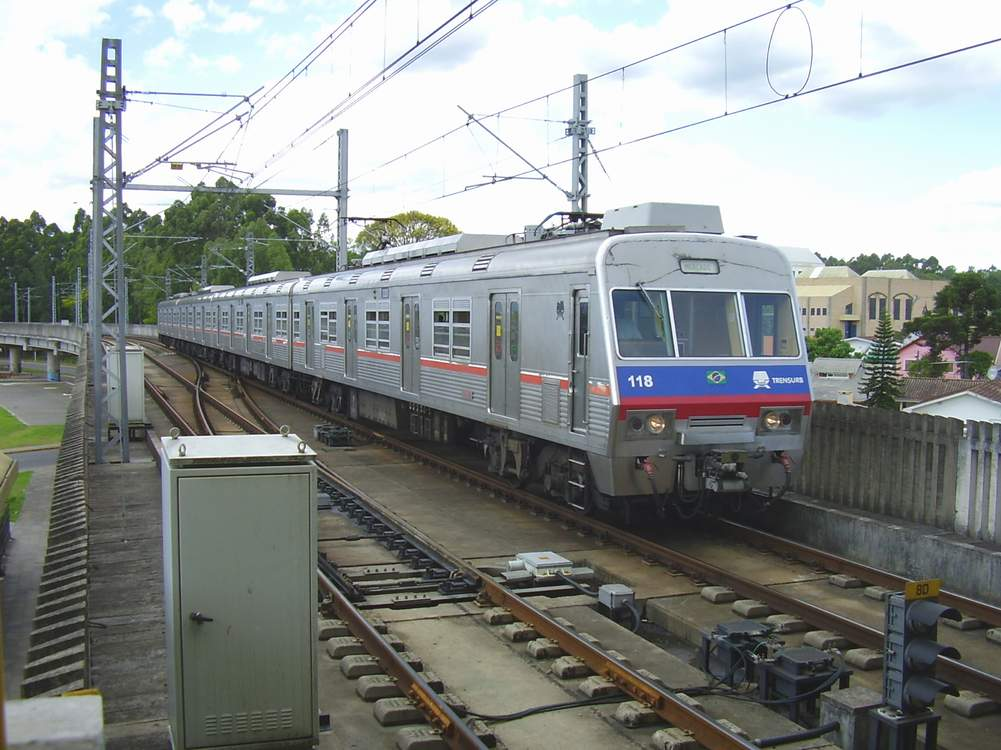
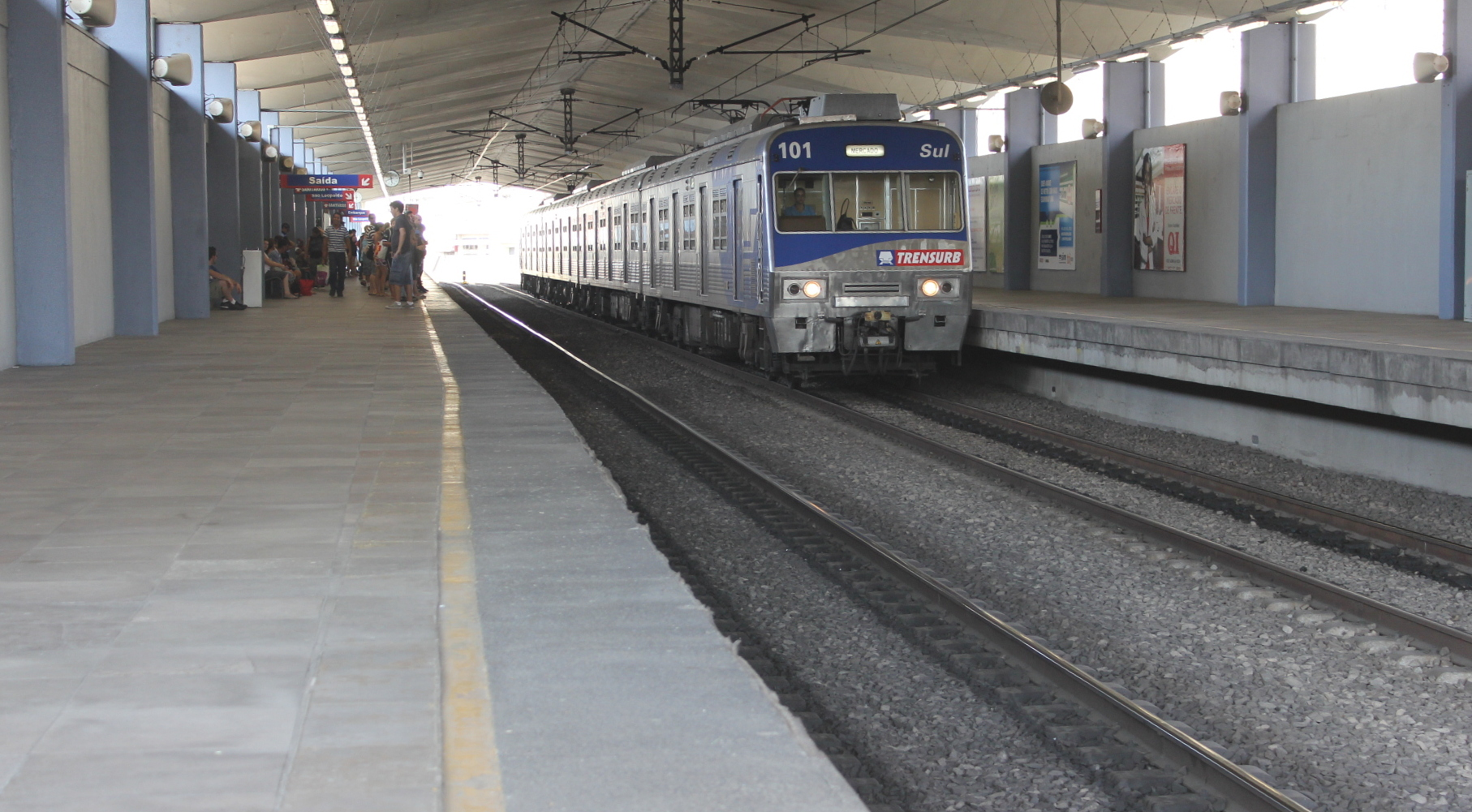
新塗装 "SUL"（南側）
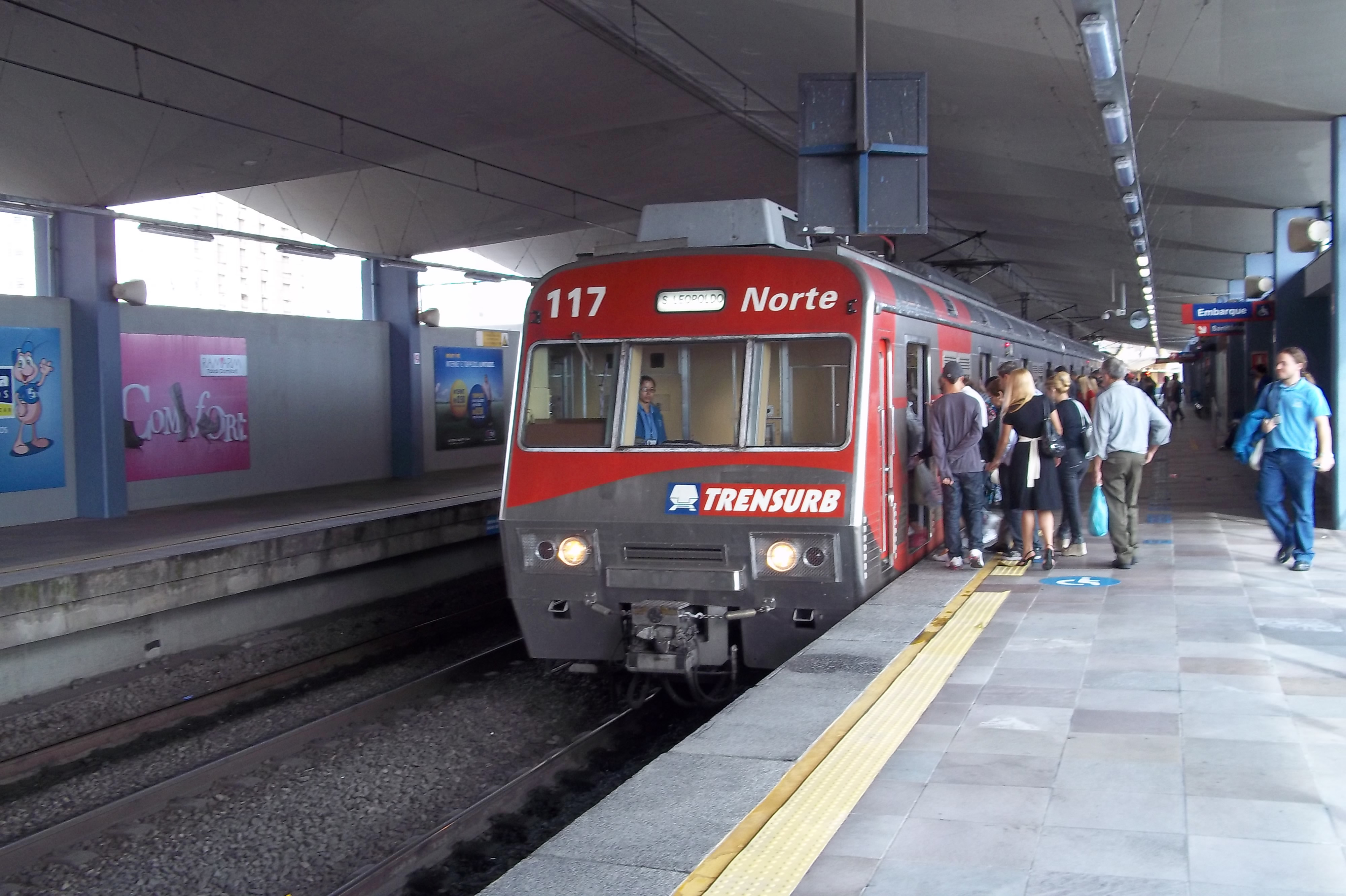
新塗装 "NORTE"（北側）
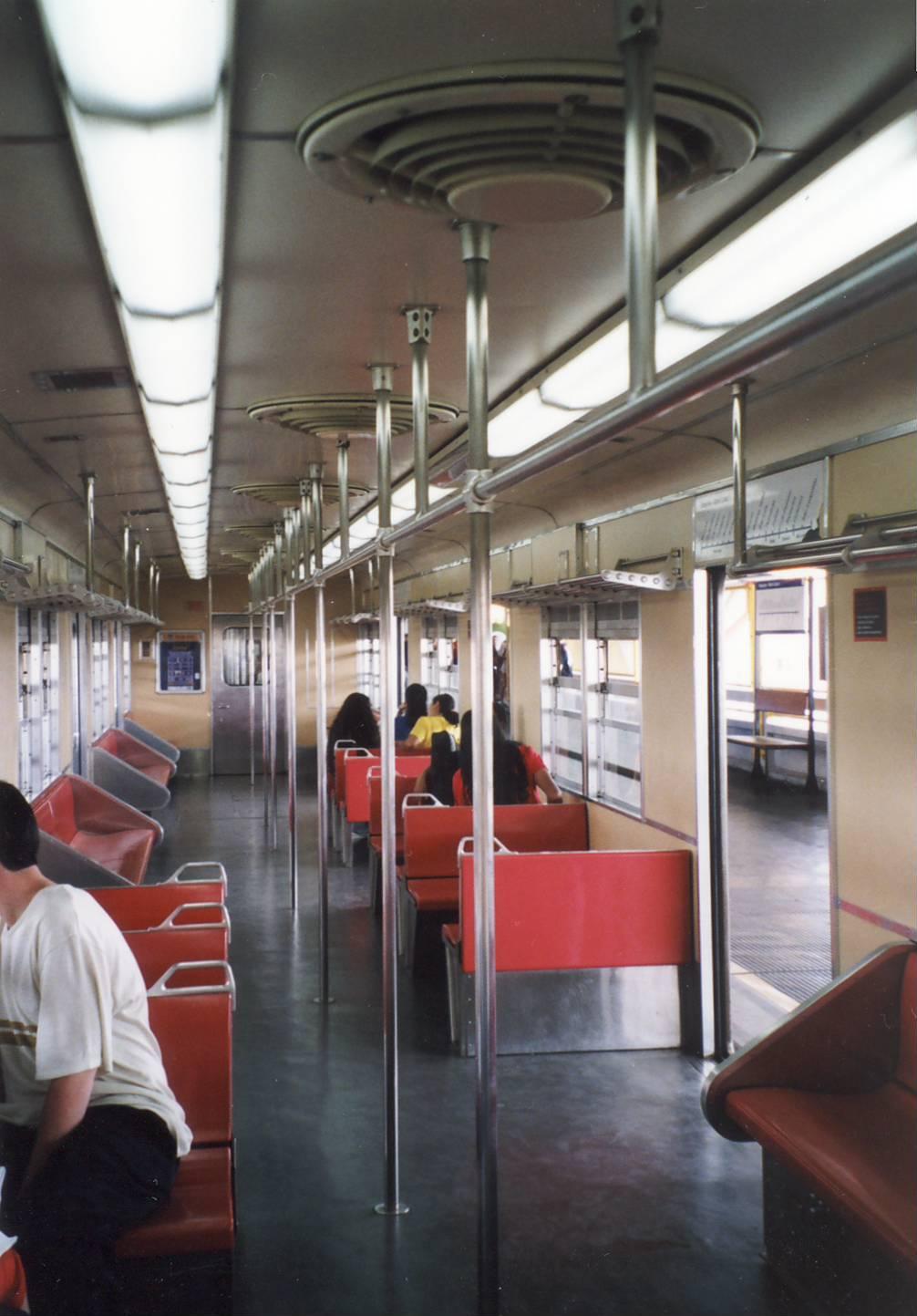
車内

### ブラジル製車両
2014年に新しくアルストムブラジルで製造された200形が導入された。これは、アルストムの国際的な都市向け鉄道車両のシリーズであるアルストム・メトロポリスの一つであり、冷房を搭載している。

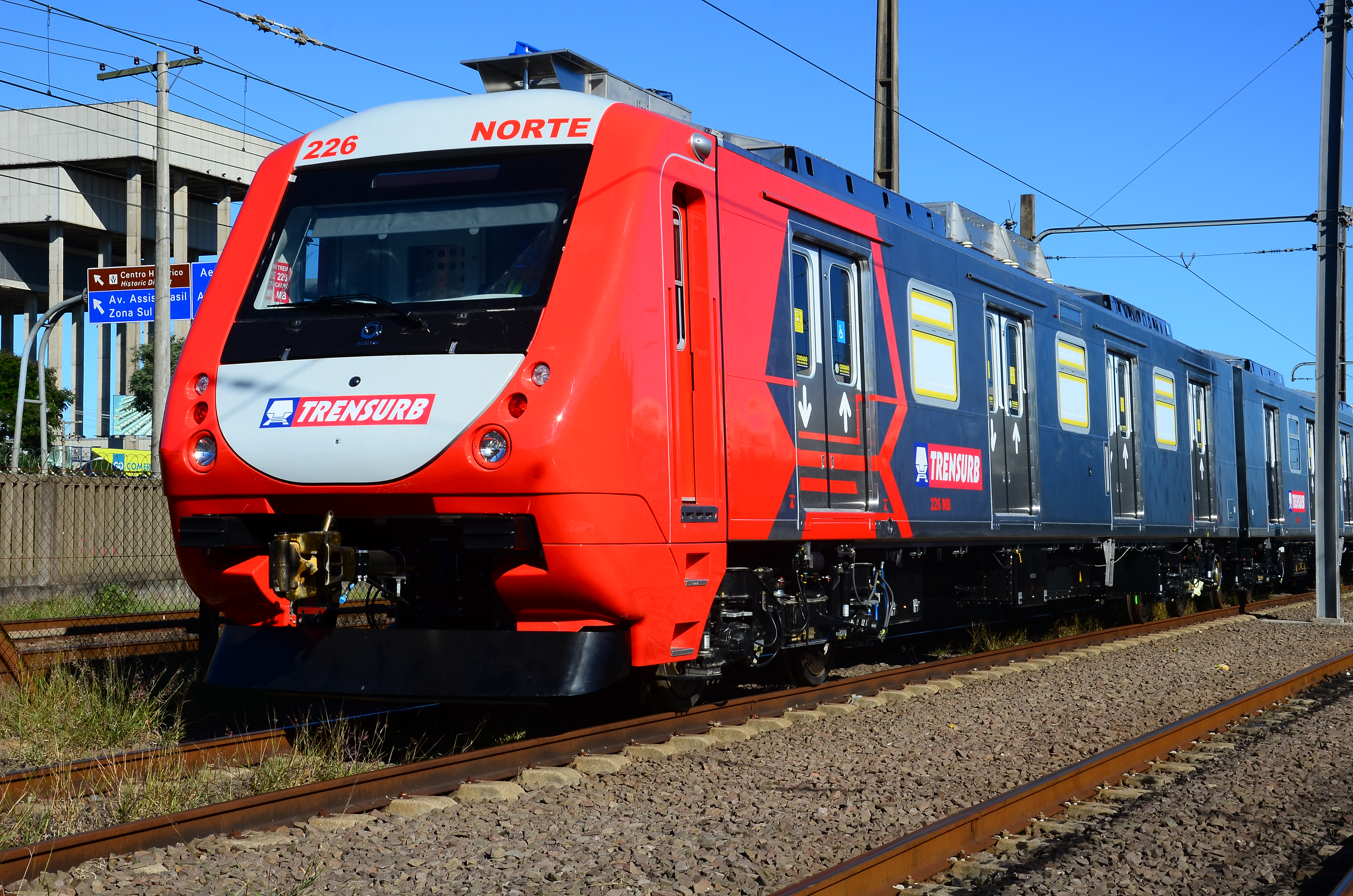
200形
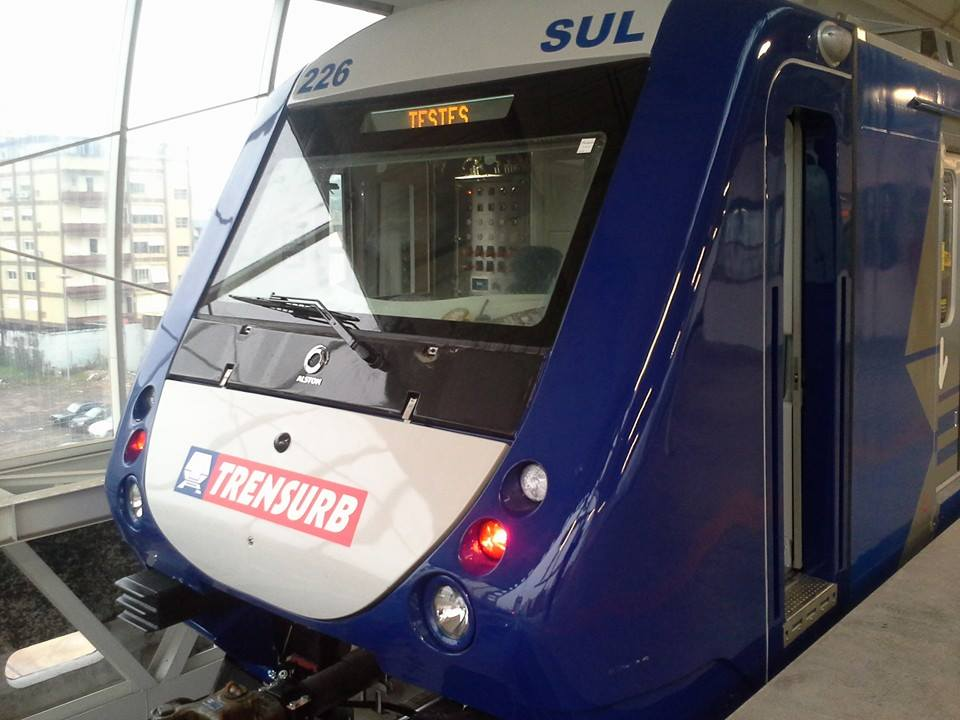
200形